# Cropwell Bishop
Cropwell Bishop är en ort och civil parish i Storbritannien.   Den ligger i grevskapet Nottinghamshire och riksdelen England, i den sydöstra delen av landet, 170 km norr om huvudstaden London. Cropwell Bishop ligger 39 meter över havet och antalet invånare är 1 831.
Terrängen runt Cropwell Bishop är platt. Runt Cropwell Bishop är det ganska tätbefolkat, med 155 invånare per kvadratkilometer. Närmaste större samhälle är Nottingham, 11,9 km väster om Cropwell Bishop. Trakten runt Cropwell Bishop består till största delen av jordbruksmark.